# Jeruzalémská ptačí observatoř

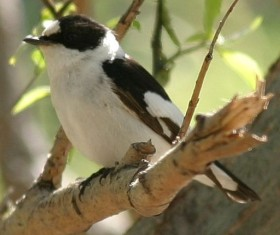
Lejsek bělokrký (Ficedula albicollis)

Jeruzalémská ptačí observatoř (hebrejsky התחנה לחקר ציפורי ירושלים, Ha-tachana le-cheker ciporej Jerušalajim) je městská ptačí observatoř v Izraeli, rozkládající se na ploše pěti tisíc čtverečních metrů uprostřed Jeruzaléma, mezi Knesetem a Nejvyšším soudem. Má strategickou polohu na migrační trase ptáků mezi Afrikou a Eurasií, která vede podél Velké příkopové propadliny. Každé jaro a podzim migruje přes Izrael na 500 milionů ptáků. Dvě třetiny ptačích druhů, které je možné vidět v Jeruzalémě, jsou stěhovaví.
Byla založena v roce 1994 Společností pro ochranu přírody v Izraeli a slouží zároveň jako národní kroužkovací centrum. Společnost založili a v současné době ji i řídí ornitolog Gid'on Perleman a přírodní umělec Amir Balaban. Každým rokem je během jarní a podzimní migrace zkušenými dobrovolníky okroužkováno na dvě stovky ptáků.

## Vzácné druhy
- Drozd plavý (Turdus obscurus), spatřen v roce in 2007[2]
- Lejsek bělokrký (Ficedula albicollis), okroužkován 29. dubna 2007[3]